# 총, 균, 쇠
《총, 균, 쇠》(영어: Guns, Germs, and Steel)는 캘리포니아 대학교 로스앤젤레스의 지리학 교수 재러드 다이아몬드가 지은 문화 이론서로 1997년 출간되었다. 저자는 '모든 이들의 최근 1만 3천 년간의 짧은 역사(A short history about everyone for the last 13,000 years)'라는 별도의 제목을 붙였다. 유라시아 문명이 다른 문명을 정복할 수 있었던 이유는 유라시아 인종의 지적, 도덕적, 유전적 우월성 때문이 아니라, 지리적 차이에 있다는 결론을 저자 특유의 간결한 문체와 폭넓은 자료 분석으로 이끌어내고 있다. 그리고 인간 사회 사이의 힘과 기술의 차이는 주로 다양한 긍정적인 피드백 고리에 의해 증폭되는 환경적 차이에서 비롯된다고 주장한다. 문화적 또는 유전적 차이가 유라시아인을 선호할 때(예를 들어, 문어 또는 유라시아의 풍토병에 대한 저항력 발전), 그는 이러한 이점이 사회와 문화에 미치는 지리적 영향(예를 들어, 다른 문화 사이의 상업과 무역을 용이하게 함) 때문에 발생했다고 주장한다.
1998년 일반 논픽션 부문으로 퓰리처상을 수상했다.

## 개요
프롤로그는 다이아몬드가 뉴기니아의 정치인 얄리와 나눈 대화로 시작된다. 대화는 200년 동안 이 땅을 지배했던 얄리족과 유럽인들 사이의 힘과 기술의 명백한 차이, 즉 유럽인들의 유전적 우월성 때문에 둘 다 고려하지 않았던 차이점으로 바뀌었다. 얄리는 발명품이나 공산품에 대해서는 현지 용어 "카고(cargo)"를 사용하면서, "당신네 백인들은 왜 그렇게 많은 화물을 개발해서 뉴기니로 가져왔는데, 우리 흑인들은 우리만의 화물이 거의 없었느냐"고 물었다.
다이아몬드는 같은 질문이 다른 곳에 적용되는 것 같다는 것을 깨달았다. "유라시아 출신들이 ... 부와 권력의 세계를 ... 지배하고 있다." 다른 민족들은 식민 지배를 벗어났지만 여전히 부와 권력에 있어서 뒤쳐져 있다. 다른 사람들은 "살해당하고, 복속되었으며, 어떤 경우에는 유럽 식민주의자들에 의해 몰살되기도 했다."
다른 대륙의 민족(사하라 이남 아프리카인, 아메리카 원주민, 오스트레일리아 원주민과 뉴기니아인, 열대 동남아의 원주민)은 대부분 정복되고 추방되었으며, 극단적인 경우 말살되었다. 그는 이것이 지난 빙하시대 이후 농업의 초기 상승에서 비롯된 이들 사회의 기술적이고 면역적인 장점 때문이라고 믿는다.

### 이론의 개략
다이아몬드는 유라시아 문명이 독창성의 산물이 아니라 기회와 필요성의 산물이라고 주장한다. 즉 문명은 우수한 지능으로 창조되는 것이 아니라, 각각 특정한 전제조건에 의해 가능하게 만들어진 일련의 발전의 결과인 것이다.
문명을 향한 첫걸음은 유목 수렵 채집자에서 뿌리내린 농경사회로의 이동이다. 이러한 전환이 일어나기 위해서는 몇 가지 조건이 필요하다. 저장을 유지할 수 있을 만큼 충분히 건조한 기후, 그리고 가축을 사육할 수 있을 만큼 온순하고 다재다능한 동물에 대한 접근. 농작물과 가축의 통제는 식량 과잉으로 이어진다. 사람들이 생계유지 이외의 활동을 전문적으로 할 수 있고 인구증가를 지원할 수 있다는 설이 있다. 전문화와 인구 증가의 결합은 서로를 기반으로 하는 사회적, 기술적 혁신의 축적으로 이어진다. 큰 사회는 지배계급을 발전시키고 관료주의를 지원하며, 이는 결국 국가와 제국의 조직으로 이어진다.
세계 여러 지역에서 농업이 발생했지만, 유라시아는 가정화에 적합한 식물과 동물의 종들이 더 많이 이용 가능하기 때문에 일찍이 우위를 점했다. 특히 유라시아에는 보리, 밀 2종류, 식용으로 단백질이 풍부한 3종류, 섬유류, 염소, 양, 소가 있다. 유라시아의 곡물은 미국의 옥수수나 열대 바나나보다 단백질이 풍부하고 씨를 뿌리기 쉬우며 저장하기도 쉬웠다.
초기 서아시아 문명이 교역을 시작하면서, 인접한 영토에서 특히 수송에 사용할 말과 당나귀들을 추가로 발견했다. 다이아몬드는 유라시아에서 길들여진 100파운드(45kg) 이상의 큰 동물 13종을 식별하는데, 남미의 한 종(라마와 알파카를 같은 종으로 분류)과 비교했을 뿐 나머지 세계에서는 전혀 그렇지 않다. 호주와 북아메리카는 플레이스토케인이 멸망한 직후, 아마도 인간 사냥에 의한 멸종으로 인해 유용한 동물들의 부족을 겪었고, 반면에 뉴기니의 유일었고, 아프리카 코끼리는 길들일 수 있지만, 사육되는 그들을 번식시키는 것은 매우 어렵다.
유라시아인들은 가죽, 옷, 치즈를 얻기 위해 염소와 양을 길들였고, 젖소는 우유, 밭의 경작지와 수송을 위한 황소, 그리고 돼지나 닭과 같은 순한 동물들을 길들였다. 말과 낙타 같은 대형 가축들은 이동수송의 상당한 군사적 경제적 이점을 제공했다.
유라시아의 큰 대륙과 긴 동서 거리는 이러한 장점을 증가시켰다. 이 지역은 넓은 지역에 서식하기에 적합한 더 많은 식물과 동물 종들을 제공했고, 이 지역 사람들이 혁신과 질병 모두를 교환할 수 있게 해주었다. 동서로 방향을 잡아서 대륙의 한 지역에서 길들여진 품종은 기후와 계절의 순환의 유사성을 통해 다른 곳에서 사용될 수 있었다. 아메리카 대륙은 다른 위도에서 사용하기 위해 한 위도에서 길들여진 농작물을 적응시키는 데 어려움을 겪었다. 마찬가지로, 아프리카는 북쪽에서 남으로 기후의 극단적인 변화로 인해 분열되었다. 한 지역에서 번성하는 농작물과 동물들은 결코 그들이 번성할 수 있는 다른 지역에 도달하지 못했다. 왜냐하면 그들은 그 개입된 환경에서 살아남을 수 없었기 때문이다. 유럽은 유라시아의 동서 지향의 궁극적인 수혜자였다. BCE 1천년에 유럽의 지중해 지역은 서남아시아의 동물, 식물, 농업 기술을 채택했고, 1천년 CE에서는 나머지 유럽이 그 뒤를 따랐다.
풍부한 식량 공급과 그것이 지원하는 밀집된 인구는 분업을 가능하게 했다. 장인과 낙서 등 비농업 전문가의 등장은 경제성장과 기술발전을 가속화했다. 이러한 경제적, 기술적 이점은 결국 유럽인들이 총과 철을 사용함으로써 최근 수세기 동안 다른 대륙의 민족들을 정복할 수 있게 했다.
유라시아의 밀집된 인구, 높은 수준의 무역, 가축과 가까운 곳에서 생활하는 것은 동물에서 사람으로 질병을 광범위하게 전염시키는 결과를 낳았다. 천연두, 홍역, 인플루엔자는 동물과 인간의 밀집된 개체군 사이에 근접하게 발생한 결과였다. 자연 선택으로 인해 유라시아인들은 광범위한 병원균에 대한 면역력을 갖게 되었다. 유럽인들이 아메리카 대륙과 접촉했을 때, 유럽 질병(아메리카인들이 면역력이 없는)은 다른 방법보다는 토착 아메리카 인구를 황폐화시켰다(질병에서의 "거래"는 아프리카와 남아시아에서 조금 더 균형을 이루었다: 풍토적인 말라리아와 황열병은 이 지역을 "백인의 무덤"으로 악명높게 만들었다).와 매독은 아메리카 대륙에서 유래했을지도 모른다. 이 책의 제목에 있는 세균인 유럽 질병은 상대적으로 적은 수의 유럽인들이 그들의 지배력을 유지할 수 있도록 원주민 인구를 소멸시켰다.
다이아몬드는 또한 중국과 같은 다른 유라시아 강대국보다는 서유럽 사회가 왜 지배적인 식민지 국가였는지에 대한 지리적 설명을 제안한다. 유럽의 지형이 산, 강, 해안선의 자연 장벽에 접해 있는 더 작고 가까운 국가들이 있었다. 직접적인 이웃에 의해 야기된 위협들은 경제 및 기술 발전을 억압한 정부들이 그들의 실수를 곧 바로잡거나 상대적으로 빠르게 경쟁하는 것을 보장해 주었고, 반면 그 지역의 주도권들은 시간이 지남에 따라 바뀌었다. 다른 선진 문화들은 대국적이고 단일화된 고립된 제국에 도움이 되는 지역에서 발전했다. 서유럽은 또한 강력한 농업이 궁극적으로 환경을 훼손하고 사막화를 조장하고 토양의 풍요를 해치는 서남아시아보다 더 온대 기후의 혜택을 받았다.

## 같이 보기
- 재러드 다이아몬드
- 《섹스의 진화》